# Gandhinagar
Gandhinagar este un oraș în India.